# István Lichteneckert
István György Lichteneckert (ur. 17 sierpnia 1892 w Szabadce, zm. 10 listopada 1929 w Budapeszcie) – węgierski florecista, brązowy medalista olimpijski.
Na igrzyskach olimpijskich w Paryżu w 1924 roku wspólnie z Zoltánem Schenkerem, Sándorem Póstą, Ödönem Tersztyánszkym i László Bertim zdobył brązowy medal we florecie drużynowym. Indywidualnie nie startował. Był to jego jedyny występ olimpijski.
Nie zdobył medalu mistrzostw świata.
Zmarł w 1929 roku na gruźlicę, na którą zachorował po postrzale w płuco podczas I wojny światowej.
Jego brat, András Lichteneckert, także był szermierzem.